# Храм Спаса Нерукотворного Образа (Спасо-Барда)
Спа́сский храм в Спасо-Барде —  православный храм в селе Спасо-Барда на берегу реки Сылва (в селе Спасо-Барда). Основной храм освящён в честь Нерукотворного образа Спасителя.
Представляет собой выстроенный по проекту Константина Тона типовой кирпичный одноглавый храм  с луковичным куполом, опирающимся на октогональный барабан со сдвоенными широкими окнами на каждой из граней. Шатровая колокольня соединяется с основным объёмом храма посредством предела.
Настоятель храма — священник Кашеваров Александр Яковлевич

## История
Первая церковь была деревянная и была построена во 2-й половине XVII века. Взамен её сооружена была новая деревянная церковь, которая была освящена 13 июня 1727 года. В XIX веке из за ветхости эта церковь была разобрана. В 1859 года усердием прихожан была воздвигнута каменная церковь в русско-византийском стиле. Этот храм был закрыт 25 апреля 1941 года и отдана под зерносклад. Вновь открыта 22 марта 1944 года. Снова закрыта 14 августа 1961 году. Открыта в 1989 году и действует по настоящее время.